# Novoshakhtinsk
Novoshakhtinsk (tiếng Nga: Новошахтинск) là một thành phố Nga. Thành phố này thuộc chủ thể Rostov Oblast. Thành phố có dân số 101.131 người (theo điều tra dân số năm 2002). Đây là thành phố lớn thứ 162 của Nga theo dân số năm 2002.